# Acea pisică blestemată (film din 1965)
Acea pisică blestemată  (titlul original: în engleză That Darn Cat!) este un film de comedie polițistă, realizat în 1965 de regizorul Robert Stevenson, după romanul Undercover Cat al scriitorilor Gordon Gordon și Mildred Gordon, protagoniști fiind actorii Hayley Mills, Dean Jones, Dorothy Provine și Roddy McDowall. 

## Conținut
În California, în anii 1960, Patti și Ingrid Randall au grijă de casa părinților lor, care au plecat într-o călătorie în Europa.
Cele două surori găzduiesc o pisică siameză numită „PB” sau „Pisică Blestemată” (traducerea „DC” pentru „Darn Cat” în versiunea originală). În timp ce motanul urmărește o persoană pe o alee, este martor la un caz de răpire. Victima, Margaret Miller, își prinde propriul ceas de mână, de gâtului pisicii, sperând că proprietarul poate descifra un mesaj de salvare pe care a încercat să-l scrilejească pe capacul de pe dosul ceasului. Patti, sora mai mică care descoperă mesajul, îl convinge pe tânărul agent FBI, Zeke Kelso, să-l urmărească pe „PB”, pentru a găsi adresa răpitorilor ....

## Distribuție
- Hayley Mills – Patricia „Patti” Randall
- Dean Jones – FBI Agent Zeke Kelso
- Dorothy Provine – Ingrid Randall, sora lui Patti
- Roddy McDowall – Gregory Benson
- Neville Brand – Dan
- Frank Gorshin – Iggy
- Elsa Lanchester – doamna MacDougall
- William Demarest – domnul Wilmer MacDougall
- Tom Lowell – Canoe Henderson
- Ed Wynn – domnul Hofstedder, bijutier
- Richard Eastham – dl. Newton, șeful FBI
- Liam Sullivan – Agent Graham
- Grayson Hall – domnișoara Margaret Miller
- Iris Adrian – doamna Tabin, gospodina
- Richard Deacon – șeful de la cinematograful drive-in
- Ben Lessy – Burton, concesionarul de la drive-in
- Don Dorrell – Spires
- Gene Blakely – Cahill
- Karl Held – Kelly